# Фишель, Товий Лазаревич
Проекты Т. Л. Фишеля
Товий Лазаревич Фишель (также Товье-Герш Лейзерович Фишель и Товия-Герш Лейзерович Фишель; 8 июня 1869 (по другому источнику — 1868), Одесса — после 1913) — российский архитектор и скульптор, городской архитектор Томска в 1905—1911 годах.

## Биография
Родился в семье мелкого торговца. В 17 лет поступил в Одесскую рисовальную школу Общества изящных искусств, по окончании которой поступил в Санкт-Петербургскую академию художеств (класс профессора Шишкова). Окончив академию, получил диплом «неклассного художника». Во время учёбы в Академии художеств выполнял в Одессе работы под руководством инженера А. К. Штемпеля и в качестве помощника архитектора А. И. фон Гогена.
По окончании учёбы Фишель продолжал работу в Одессе в качестве первого помощника «по строительной и художественной части» главного одесского архитектора Л. Л. Влодека. Построил в Одессе несколько зданий, включая доходный дом Фальц-Фейна «с атлантами» (1900—1901, с Влодеком и С. А. Ландесманом; статуи атлантов были спроектированы Фишелем), гостиницы «Пассаж» (1899) и «Большая Московская» на Дерибасовской улице (1901—1904, обе — при участии Влодека и скульптора С. И. Мильмана).
В начале 1905 года Фишель получил предложение занять должность главного архитектора Томска, которую занимал два выборных срока до 1911 года. В бытность главным архитектором возводил общественные здания, больницы, особняки и доходные дома. Кроме осуществления строительных проектов, преподавал в Томском технологическом институте (подотделение инженеров гражданских сооружений), публиковал критические статьи в томской прессе («Сибирская жизнь» и др.).
Среди проектов Фишеля в Томске:
- Торговый («мучной») корпус на Гостинодворской площади (1907—1908) (пл. Ленина, 14) — современное здание Департамента цифровой трансформации Администрации Томской области;
- Владимирское училище (1908—1910) (Люксембург ул., 64) — современное здание Средней общеобразовательной школы №2[4];
- Гоголевское мужское училище и Юрточное женское училище (1908—1910) (ул. Гоголя, 12) — в наши дни жилой дом;
- Особняк Г. Нестерова (1909—1910) (ул. Татарская, 3а) — в наши дни жилой дом;
- Доходный дом И. М. Некрасова (кон. 1900-х) (пр. Ленина, 181) — современное здание Томского техникума водного транспорта и судоходства;
- Еврейское училище им. И. Л. Фуксмана (1910—1911) (Октябрьская улица, 25) — современное здание Средней общеобразовательной школы №5 им. А.К. Ерохина[5];
- Доходный дом П. Макушина (кон. 1900-х) (ул. Крылова, 23/1) — в наши дни жилой дом;
- Заозёрное училище (1910—1912) (пер. Сухоозёрный, 6) — современное здание Заозёрной средней общеобразовательной школы с углубленным изучением отдельных предметов №16;
- Городской ломбард (1911—1912)[6] (ул. Карла Маркса, 26) — в наши дни Центр документации новейшей истории Томской области;
- Съестной ряд на Базарной площади;
- Синематограф на берегу реки Ушайки.

Фишель был автором первоначального проекта богадельни Калинина-Шушляева (1910), а также совместно с А. И. Лангером дорабатывал проект и руководил строительством Дома науки (конкурсный проект А. Д. Крячкова, 1911—1912). В томских проектах Фишель использовал региональную тематику: так, в пристройке к ремесленному училищу он ввёл в отделку фасада фигуры медведей, в отделке дома Макушина и других зданий использовал северные орнаменты. Интересно творческое решение мучного корпуса, в контурах которого просматриваются очертания двух мучных мешков.
В конце 1911 года между архитектором и городскими властями возникла напряжённость. Причиной оказалось ведение работ на строительстве Заозёрного училища. Несогласный с передачей столярных работ другому мастеру, Фишель отказался от технического надзора за постройкой. Обязанности городского архитектора он сложил с себя ещё раньше (20 апреля 1911), по-видимому решение покинуть Томск созрело у него окончательно. В следующем году он вернулся в Одессу, где вскоре скончался.